# Criss Angel Mindfreak
Criss Angel Mindfreak è stato un programma televisivo statunitense condotto dall'illusionista Criss Angel e trasmesso sull'emittente A&E Network dal 2005 al 2010. In Italia è andato in onda su GXT.
Durante il corso delle sei stagioni, Angel ha creato ed eseguito oltre mille dimostrazioni di illusionismo.

## Formato
Nei 22 minuti di ogni puntata, Criss Angel presentava un'illusione principale e, inframezzati nel backstage della stessa, intratteneva il pubblico con giochi eseguiti all'aperto o negli alberghi di Las Vegas (Nevada).

## Episodi
Stagione 1
- Burned Alive
- Levitation
- Wine Barrel Escape
- SUV Nail Bed
- Suspension
- Buried Alive:
- Hellstromism:
- Super Human
- Building Walk
- Blind
- Oasis
- C4 Crate
- Prediction
- Chicken
- Tesla Strik
- Uncut
- Up Close
- Halloween Special

Stagione 2
- Building Float
- Walk on Water
- Vanish
- Easy Rider
- Party
- Animal Magic
- In Two
- Bike Jump Vanish
- Celebrity Minds
- Sucker
- Celebrity Seance
- Metamorphosis
- Motorcycle Roulette
- Back to School
- Prophecy
- Chad's Story
- Military Salute
- Straightjacket Keelhaul
- Shark Cage Escape
- Magician of the Year
- My Secret Cabaret

Stagione 3
- Luxor Light
- Steamroller
- Prisoner Transport Escape
- Screwed
- Motorhead
- Animal 2
- Underwater Car Escape
- Quad Drag Escape
- Raging Bull
- Car Crash Escape
- Sucker 2
- Drowned
- Naked Jail Escape
- Burning Man
- Rollercoaster Thru Criss
- The Loyal
- The Kid In Criss
- Mentalism
- Cement Block
- Seance

Stagione 4
- Walk On Lake
- Building Implosion Escape
- Skeptic
- Nail Gun
- Barrel Drop
- Cremation
- Spirit of New Orleans
- Escape Over Bourbon Street
- Impenetrable
- ep. 9
- ep. 10
- Premonition
- In your face
- Mindfreaking with the stars
- Tronik
- Billionaire prediction
- 24 hour birthday bash
- Car wrek vanish
- Silverton final attempt

Stagione V
Stagione VI